# Liste de lieux et monuments de Kinshasa
Cet article liste des lieux et monuments de Kinshasa en république démocratique du Congo.

## Architecture

### Édifices religieux
- Cathédrale Notre-Dame du Congo
- Cathédrale du Centenaire protestant
- Église Notre-Dame de Fatima
- Paroisse Protestante de l'Université de Kinshasa
- Paroisse Sainte Trinité
- Paroisse sainte Marie porte du ciel
- Église Sainte-Anne de Kinshasa
- Église baptiste CBCO Kintambo
- Paroisse Saint Jean Baptiste

### Hôpitaux
- Centre hospitalier Nganda
- Hôpital du Cinquantenaire
- Clinique Kinoise
- Cliniques universitaires de Kinshasa
- Hôpital général de Kinshasa
- Hôpital général de référence de Matete
- Hôpital général de Ndjili
- Clinique Ngaliema
- Hôpital Saint-Joseph (Kinshasa)
- Hôpital Biamba Marie Mutombo
- Centre Hospitalier Initiative Plus

### Commerce
- Marché Gambela
- Grand Marché de Kinshasa
- Marché de la Liberté
- Marché Somba Zikita
- Galerie du Fleuve
- Mister Price
- Le Premier Shopping Mall

### Sport
- Stade Cardinal-Malula
- Centre sportif de Kimbondo
- Stade des Martyrs
- Stade Tata Raphaël

### Bâtiments institutionnels
- Cité de l'Union africaine
- Palais de la Nation (Kinshasa)
- Palais de Marbre (Kinshasa)
- Palais du Peuple (Kinshasa)
- Centre pénitentiaire et de rééducation de Kinshasa

### Autres
- Tour de l'Échangeur
- Immeuble RTNC
- Réacteur nucléaire de Kinshasa
- Tour de la Banque commerciale du Congo
- Tour Regideso
- Grand hôtel de Kinshasa
- Hôtel Memling

## Transport

### Ports et aéroports
- Aéroport de Kinshasa
  - Aéroport de Ndolo
  - Aéroport de Kinshasa-Ndjili
- Port de Kinshasa
- Beach Ngobila

### Gares
- Gare de l'Est
- Gare maritime
- Gare centrale Kin Est
- Gare de triage
- Gare de Matete
- Gare de N'dolo

### Routes et rues
- Boulevard du 30 Juin
- Avenue Isiro
- Avenue Lubaki
- Avenue des Aviateurs
- Avenue des Forces armées
- Avenue Kasa-Vubu
- Boulevard Lumumba (Kinshasa)
- Route de Matadi
- Avenue Pierre Mulele
- Rond-point Ngaba
- Avenue de l'Université (Kinshasa)

### Autres
- Pont entre Kinshasa et Brazzaville
- Pont de Kinsuka

## Lieux

### Places et Parcs
- Place de la Reconstruction
- Place de la Victoire (Kinshasa)
- Place de l'Échangeur
- Place Nelson-Mandela
- Jardin botanique de Kinshasa
- Jardin zoologique de Kinshasa
- Sanctuaire des bonobos
- Parc de la vallée de la N'sele
- Cimetière de la Gombe
- Cimetière de Kimbanseke
- Nécropole de la Nsele
- Mausolée de Laurent-Désiré Kabila

### Autres lieux
- Mont Mangengenge
- Fleuve Congo
- Lac Cemka
- Lac Ma Vallée
- Africa park aventure
- Réserve de Bombo-Lumene

## Culture

### Éducation
- Complexe scolaire interface
- Lycée Bosangani
- Lycée français René-Descartes de Kinshasa
- Lycée Prince de Liège
- Université Cardinal Malula
- Université catholique du Congo
- École d'informatique, d'électronique et d'expertise comptable
- Lycée français René-Descartes de Kinshasa
- Université panafricaine du Congo
- Université Simon Kimbangu
- Université protestante au Congo
- Université pédagogique nationale
- Université de Kinshasa
- Université Lovanium

### Musées
- Palais de Marbre
- Musée national de la République démocratique du Congo
- Musée national de Kinshasa

### Autres
- Bibliothèque de l'université de Kinshasa
- Académie des beaux-arts de Kinshasa
- Bibliothèque nationale du Congo
- Bibliothèque Wallonie-Bruxelles de Kinshasa

## Carte de lieux et monuments
| Carte de lieux et monuments de Kinshasa             |
| Carte interactive de lieux et monuments de Kinshasa |